# Патрик Стенсън
Патрик Стенсън (на английски: Patrick Stenson) е английски журналист и автор на биографичната книга „Лайтс, или одисеята на Ч. Х. Лайтолър“.

## Биография и творчество
През 1984 г. е издадена книгата му „Лайтс, или одисеята на Ч. Х. Лайтолър“. В нея представя славната и трагична биография на Чарлс Х. Лайтолър – Лайтс (1874-1952), който е бил втори помощник капитан на „Титаник“, единственият оцелял от висшето командване на кораба. Книгата е удостоена с наградата „Титаник“ за книга на годината. Претърпява множество преиздавания и допълнения със снимков материал.

## Произведения
- Lights: the Odyssey of C. H. Lightoller (1984) – издаден и като „Titanic Voyager“
Лайтс, или одисеята на Ч. Х. Лайтолър, изд.: „Георги Бакалов“, Варна (1988), прев. Герасим Величков